# Municipio de Fairview (condado de Osceola)
El municipio de Fairview (en inglés: Fairview Township) es un municipio ubicado en el condado de Osceola en el estado estadounidense de Iowa. En el año 2010 tenía una población de 293 habitantes y una densidad poblacional de 3,99 personas por km².

## Geografía
El municipio de Fairview se encuentra ubicado en las coordenadas 43°28′1″N 95°26′14″O / 43.46694, -95.43722. Según la Oficina del Censo de los Estados Unidos, el municipio tiene una superficie total de 73.36 km², de la cual 72,63 km² corresponden a tierra firme y (1 %) 0.74 km² es agua.

## Demografía
Según el censo de 2010, había 293 personas residiendo en el municipio de Fairview. La densidad de población era de 3,99 hab./km². De los 293 habitantes, el municipio de Fairview estaba compuesto por el 98,29 % blancos, el 0,68 % eran amerindios y el 1,02 % eran de una mezcla de razas. Del total de la población el 0,68 % eran hispanos o latinos de cualquier raza.